# Зуброн
Зуброн (пл. żubroń) це гібрид європейського зубра і домашньої корови є аналогом американського біфало. Назва була обрана в польському журналі "Przekrój".

## Історія

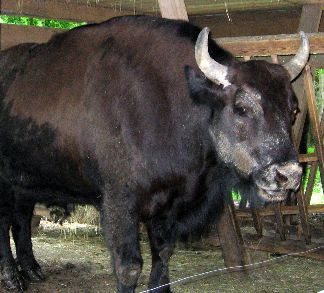
фото зуброна

Зуброн був вперше виведений Леопольдом Валіцьким 1847 року, хоча він міг з'явитися раніше. Після Першої світової війни вченні розглядали цей гібрид як можливу заміну домашній худобі, оскільки зуброн виявився стійкішим до хвороб. З 1958 роботу над зубронами продовжувала виконувати Польська академія наук в різних лабораторія особливо в Біловежі та Млодзиково. Після 16 років експериментів, усі 71 тварина була народженна в тому числі і Філон, перший народжений зуброн від самиці зуброна(6 серпня 1960). Зуброни можуть стати дешевою та невибагливою альтенативою домашній худобі